# Gårdsjön, Blekinge
Gårdsjön är en sjö i Karlshamns kommun i Blekinge och ingår i Bräkneån-Mieåns kustområde. Sjön har en area på 0,0476 kvadratkilometer och ligger 13,8 meter över havet.

## Delavrinningsområde
Gårdsjön ingår i det delavrinningsområde (622835-145012) som SMHI kallar för Rinner mot Tjäröfjärden. Medelhöjden är 19 meter över havet och ytan är 7,98 kvadratkilometer. Det finns inga avrinningsområden uppströms utan avrinningsområdet är högsta punkten. Avrinningsområdets utflöde mynnar i havet, utan att ha någon enskild mynningsplats. Avrinningsområdet består mestadels av skog (69 procent) och jordbruk (20 procent). Avrinningsområdet har 0,15 kvadratkilometer vattenytor vilket ger det en sjöprocent på 1,9 procent.